# Styracaster robustus
Styracaster robustus is een kamster uit de familie Porcellanasteridae.
De wetenschappelijke naam van de soort werd in 1908 gepubliceerd door René Koehler.